# Liese-Prokop-Frauenpreis
Der Liese-Prokop-Frauenpreis, benannt nach der Leichtathletin und Politikerin Liese Prokop (1941–2006), zeichnet Frauen in Niederösterreich aus.

## Geschichte
Der Frauenpreis wurde 2007 von Landeshauptmann Erwin Pröll und Landesrätin Johanna Mikl-Leitner ins Leben gerufen. Der Preis wird in Erinnerung und im Gedenken an Liese Prokop vom Land Niederösterreich an Frauen verliehen werden, die durch ihre Persönlichkeit, ihre Leistung und ihr Wirken in Niederösterreich beispielgebend sind, durch journalistische oder wissenschaftliche Arbeiten, künstlerische oder wirtschaftliche Leistungen, interkulturelle Verständigung oder soziales Engagement.
In den vier Kategorien
- Wirtschaft
- Kunst, Kultur und Medien
- Wissenschaft
- Soziales und Generationen

werden jeweils drei Frauen anerkannt und eine Frau mit dem Hauptpreis ausgezeichnet, welcher mit 10.000 Euro dotiert ist.

## Hauptpreisträgerinnen
- 2007 Flüchtlingshelferin Maria Loley
- 2008 Hildegard Teuschl gesonderter Liese-Prokop-Preis[1]
- 2009 Gärtnerin und Lebensretterin Andrea Kirner
- 2012 Frauenärztin Maria Hengstberger[2]
- 2017 Restauratorin Patricia Engel[3]
- 2022 Hanna Gansch[4]

## Anerkennungspreise
- 2007:[5]
  - Kunst/Kultur/Medien: Helga Schania, Veronika Weber, Gerlinde Zickler
  - Wirtschaft: Marion Aigner, Agnes Rudda, Waltraud Welser
  - Wissenschaft: Monika Haselbacher, Kaisa Hellevuo, Rotraud Perner
  - Soziales: Eva Eigner, Maria Imlinger
- 2009:[6]
  - Soziales: Andrea Kirner, Monika Honeder, Christa Hausmann
  - Wirtschaft: Karin Weißenböck, Dorli Muhr, Sanja Turkovic
  - Wissenschaft: Viktoria Weber, Ruxandra Ciovica, Gertrude Eigelsreiter-Jashari
  - Kunst/Kultur/Medien: Elfriede Bruckmeier, Elena Ostleitner, Isabella Suppanz
- 2012:[7]
  - Wirtschaft: Ingeborg Dockner, Elisabeth Koppensteiner, Margit Zulehner
  - Kunst, Kultur und Medien: Wilma Calisir, Helga David, Elisabeth-Joe Harriet
  - Wissenschaft: Angela Sessitsch, Edith Bednarik,  Gudrun Biffl
  - Soziales und Generationen: Editha Weiß, Anneliese Erdemgil-Brandstätter, Maria Hengstberger
- 2017:[3]
  - Kunst, Kultur und Medien: Luna Al-Mousli, Karen De Pastel und Renate Minarz
  - Soziales und Generationen: Margit Marina Fischer, Christine Spangl und Johanna Zeitlhofer
  - Wissenschaft und Technologie: Patricia Engel, Hirut Grossberger, Eleonore Kleindienst und Sandra Siegert
  - Wirtschaft und Unternehmertum: Katharina Baumgartner, Cornelia Daniel und Doris Ploner
  - Soziales und Generationen: Sophie Ebert, Bianca Hader, Carmen und Teresa Leonhartsberger (HAK Ybbs/Donau)
- 2022:[4]
  - Kunst, Kultur und Medien erhielten: Christina Gegenbauer, Dietlind Rott und Lisa Stern
  - Soziales und Generationen: Elisabeth Cinatl, Andrea Keglovits-Ackerer und Beatrice Müllner
    - Sonderpreise: Aldina Pinjic und Valentina Riedl

  - Wissenschaft und Technologie: Katharina Bisset, Hanna Gansch (Hauptpreisträgerin) und Katharina Krösl
  - Wirtschaft und Unternehmertum: Cornelia Diesenreiter, Nicole Steinacher und Isabella Stickler